# بني مراد
بني مَرَاد هي إحدى بلديات ولاية البليدة التابعة لـ دائرة أولاد يعيش. وفقا لتعداد عام 1998 أن يبلغ عدد سكانها 21,457.

## جغرافيا

### الموقع
تقع بلدية بني مراد في وسط ولاية البليدة، على بعد 5 كلم شمال شرق البليدة وعلى بعد 40 كلم جنوب غرب الجزائر العاصمة وعلى بعد 30 كلم غرب المدية، يحدها شمالا بلدية بوفاريك وبن خليل، شرقا بلدية قرواو، غربا بلدية بني تامو، وجنوبا بلدية أولاد يعيش.

### تجمعات البلدية
خلال التقسيم الإداري لعام 1984، تتشكل بلدية بني مراد من التجمعات التالية:
- بني مراد
- حي ديار البحري
- الحي الإسلامي
- الحي الجديد
- حي بريان
- خزرونة
- مزرعة ترقاوي محمد
- مزرعة قويسة أحمد رقم 117
- مزرعة سي بن يوسف رقم 116
- مزرعة أحمد العيشي
- بداوي